# Marduk-balassu-iqbi
Marduk-balassu-iqbi, de zoon en opvolger van Marduk-zaki-shumi, was ca. 823 tot 813 v.Chr. koning van Babylon. Na een vrede die bijna een halve eeuw geduurd had, moest hij zich verdedigen tegen Shamshi-adad V die hem de hegemonie van Assyrië wilde opleggen. Hij sloot een bondgenootschap met Elam om zich daartegen te weren. Er was (814) een veldslag bij Dur-Papsukkal aan de Diyala, waarin een coalitie van Babyloniërs, Kassieten, Arameeërs en Elamieten het opnamen tegen de Assyriërs en die waarschijnlijk onbeslist eindigde. In 813 trok Shamshi-adad echter opnieuw op naar Babylon en nam Marduk-balassu-iqbi als gevangene mee naar Assyrië.
Hij werd opgevolgd door Bab-aha-iddina die echter spoedig zijn lot zou delen. 